# Rhopalopterum brunneipennis
Rhopalopterum brunneipennis är en tvåvingeart som beskrevs av Beschovski och Lansbury 1987. Rhopalopterum brunneipennis ingår i släktet Rhopalopterum och familjen fritflugor. Inga underarter finns listade i Catalogue of Life.